# Beautheil
Beautheil – miejscowość i dawna gmina we Francji, w regionie Île-de-France, w departamencie Sekwana i Marna. W 2016 roku populacja ówczesnej gminy wynosiła 711 mieszkańców. 
W dniu 1 stycznia 2019 roku z połączenia dwóch ówczesnych gmin – Beautheil oraz Saints – powstała nowa gmina Beautheil-Saints. Siedzibą gminy została miejscowość Saints. 